# Erik Grape
Erik Grape, född 4 april 1755 i Jukkasjärvi socken, död 26 november 1808 i Nederkalix socken, var en svensk präst, topograf och kopparstickare.
Erik Grape var son till kyrkoherden Isac Grape och Margareta Fjellström. Han blev student Uppsala universitet höstterminen 1770 och prästvigdes 1777, då han blev adjunkt till sin far som hade tjänst i Övertorneå församling. År 1781 blev han komminister i Pajala församling, som då var annex till Övertorneå, och år 1788 pastor i Enontekis församling 1788 för att slutligen 1806 bli kyrkoherde i Nederkalix församling.
Grape gjorde ett utkast till en beskrivning över Enontekis socken, vilken trycktes i Vetenskapsakademiens handlingar 1803–1804.
Grape studerade konst för Jacob Gillberg. Bland hans bevarade arbeten finns porträtten av Olof Swartz och Carl Peter Thunberg samt kopparstick med landskapsmotiv.
Genom sin gästvänlighet, sina språkkunskaper och sitt intresse för att skildra naturen och befolkningen i bygden blev Grape en viktig samarbetspartner för flera utländska upptäcktsresande. Han följde ibland med vetenskapsmän på deras exkursioner och samlade naturalier till Vetenskapsakademien.
Grape var gift med Elisabeth Margareta Turdfjæll, som var dotter till Jacob Turdfjæll, utnämnd kyrkoherde i Övertorneå. 
Makarna Grape har blivit huvudpersoner i en bok av journalisten Berit Bryntse, Sagan om herr Erik, som utkom 2017.